# Бикинский район
Бики́нский райо́н — административно-территориальная единица (район) и муниципальное образование (муниципальный район) в Хабаровском крае Российской Федерации.
Административный центр — город Бикин, расположен на расстоянии 231 километра от Хабаровска, на трассе А370 «Уссури» «Хабаровск—Владивосток».

## География
Район расположен в южной части Хабаровского края на границе России с Китаем и Хабаровского края с Приморским краем. Хребет Стрельникова (944 м ВУМ) формирует южную границу района. От него на север отходят смежные Дубовый, Длинный и Зубчатый хребты. Западная граница района проходит по реке Уссури, там же на протяжении 67 километров проходит государственная граница России с Китаем. Восточная и южная границы района совпадают с административными границами Хабаровского края. Общая площадь района составляет 2 483,01 км², что делает Бикинский район самым маленьким районом в Хабаровском крае.

## История
Населённый пункт Бикин возник в 1895 году. 17 ноября 1932 г. был образован Бикинский район Приморской области Дальневосточного края. В его состав вошли:
- из упразднённого Ленинского района: Алюнинский, Бикинский, Биро-Уссурийский (Бирский), Васильевский, Видновский, Ворошиловский, Добролюбовский, Китайский, Козловский, Лесопильный, Лермонтовский, Лончаковский, Покровский, Самурский, Сигалинский и Шереметьевский с/с
- из Калининского района: Благовещенский, Верхнесиланский, Веселовский, Виноградовский, Губеровский, Дмитрово-Васильевский, Емельяновский, Златоустовский, Игнатьевский, Карташевский, Кузнецовский, Макаровский, Надаровский, Нижнемихайловский, Никитовский, Ольгинский, Рыковский, Стольнинский, Тихоновский, Уфимский, Фёдоровский, Федосеевский и Чернореченский с/с
- из упразднённого Сихотэ-Алиньского района: Верхнекрасноперевальский, Лаухэ, Олон и Улунга с/с.

В 1934 году Бикинский район вошёл в состав Хабаровской области. В 1936 году был упразднён Рыковский с/с.
В 1937 году район включал следующие административные единицы: Алюнинский, Бирский, Благовещенский, Большесиланский, Васильевский, Веселовский, Видновский, Виноградовский, Ворошиловский, Емельяновский, Знаменский, Игнатьевский, Козловский, Красноперевальский китайский, Красноперевальский корейский, Красноперевальский туземный, Кузнецовский, Лесопильный, Лермонтовский, Лончаковский, Макаровский, Метахезский, Надаровский, Нижнемихайловский, Никитовский, Ольгинский, Тартышевский, Тихоновский, Уфимский, Фёдоровский, Федосьевский, Чернореченский и Шереметьевский с/с; рабочий посёлок Бикин.
В 1938 году образован Улунгинский с/с. В том же году При разделении Дальневосточного края на Приморский и Хабаровский Бикинский район был ликвидирован, а его территория разделена между Калининским и Вяземским районами.
В 1939 году Бикинский район был восстановлен. В его состав вошли город Бикин и сельсоветы Алюнинский, Бирский, Васильевский, Глебовский, Добролюбовский, Козловский, Лермонтовский, Лончаковский, Покровский, Пушкинский и Шереметьевский.
В 1940 году в Бикинском районе был образован р. п. Лесопильное. К 1947 году к числу сельсоветов района добавился ещё один — Видновский.
В 1954 году был упразднён Пушкинский с/с.
1 февраля 1963 года Бикинский район был упразднён, а его территория передана в Вяземский сельский район и промышленный район имени Лазо. 12 января 1965 г. вновь образован Бикинский район с районным центром в городе Бикине (в состав района не входил) и включающий Васильевский, Козловский, Покровский с/с и р. п. Лесопильное. В 1968 году был образован Оренбургский с/с.
В 1972 году из Вяземского района в Бикинский были переданы Бирский, Добролюбовский, Лермонтовский и Лончаковский с/с. В 1973 году Козловский с/с был переименован в Бойцовский, а Бирский — в Пушкинский.
В 1981 году был упразднён Васильевский с/с.
В 1991-92 годах сельские и поселковые советы были преобразованы в сельские и поселковые администрации. В 1996 году рабочий посёлок Лесопильный был преобразован в сельский населённый пункт. Образована сельская администрация Лесопильного.

## Население
| 1933    | 1959    | 1970    | 1979    | 1989    | 1992    | 2000    |
| ------- | ------- | ------- | ------- | ------- | ------- | ------- |
| 26 000  | ↗29 075 | ↘20 041 | ↗26 413 | ↗29 467 | ↗29 700 | ↘28 100 |
| 2002    | 2004    | 2008    | 2009    | 2010    | 2011    | 2012    |
| ↗28 271 | ↘28 210 | ↘27 500 | ↘27 151 | ↘24 418 | ↘24 315 | ↘23 972 |
| 2013    | 2014    | 2015    | 2016    | 2017    | 2018    | 2019    |
| ↘23 505 | ↘23 265 | ↘22 858 | ↘22 641 | ↘22 331 | ↘22 224 | ↘22 135 |
| 2020    | 2021    | 2023    | 2024    | 2025    |         |         |
| ↗22 220 | ↘21 907 | ↘21 445 | ↘21 147 | ↘20 968 |         |         |

### Урбанизация
В городских условиях (город Бикин) проживают  73,84 % населения района.

### Национальный состав
Большинство населения района составляют русские.
По данным всесоюзной переписи населения в Бикинском районе имеется следующий национальный состав:
| Народ                 | Город Бикин (человек) 1989 | Район (человек) 1989 | Город Бикин (человек) 2010 | Район (человек) 2010 |
| --------------------- | -------------------------- | -------------------- | -------------------------- | -------------------- |
| Русские               | 15 646                     | 8 356                | 15 362                     | 6 572                |
| Украинцы              | 1 524                      | 952                  | 444                        | 215                  |
| Белорусы              | 215                        | 149                  |                            |                      |
| Узбеки                | 18                         | 70                   |                            |                      |
| Казахи                | 24                         | 58                   |                            |                      |
| Башкиры               | 20                         | 23                   |                            |                      |
| Мордва                | 60                         | 56                   |                            |                      |
| Татары                | 129                        | 138                  | 215                        | 40                   |
| Чуваши                | 20                         | 57                   |                            |                      |
| Якуты                 | 6                          | 5                    |                            |                      |
| Евреи                 | 10                         | 8                    |                            |                      |
| Эвенки                | 3                          | 3                    |                            |                      |
| Нанайцы               | 7                          | 23                   |                            |                      |
| Негидальцы            | 2                          | -                    |                            |                      |
| Нивхи                 | -                          | 2                    |                            |                      |
| Орочи                 | -                          | 2                    |                            |                      |
| Удэгейцы              | 4                          | 11                   |                            |                      |
| Ульчи                 | -                          | 3                    |                            |                      |
| Эвены                 | 5                          | 1                    |                            |                      |
| Корейцы               | 44                         | 55                   |                            |                      |
| Немцы                 | 26                         | 58                   |                            |                      |
| Другие национальности | 322                        | 331                  |                            |                      |
| Все население         | 18 085                     | 10 361               | 17 154                     | 7 264                |

## Муниципально-территориальное устройство
В Бикинский муниципальный район входят 9 муниципальных образований нижнего уровня, в том числе 1 городское и 8 сельских поселений:
| №        | Муниципальное образование | Административный центр | Количество населённых пунктов | Население | Площадь, км² |
| -------- | ------------------------- | ---------------------- | ----------------------------- | --------- | ------------ |
| 1e-06    | Городское поселение:      |                        |                               |           |              |
| 1        | город Бикин               | город Бикин            | 1                             | ↘15 875   | 85,74        |
| 1.000002 | Сельское поселение:       |                        |                               |           |              |
| 2        | Бойцовское                | посёлок Бойцово        | 2                             | ↘41       | 4,47         |
| 3        | село Добролюбово          | село Добролюбово       | 1                             | ↘94       | 5,05         |
| 4        | Лермонтовское             | село Лермонтовка       | 2                             | ↘3125     | 36,01 98     |
| 5        | село Лесопильное          | село Лесопильное       | 1                             | ↘529      | 26,26        |
| 6        | село Лончаково            | село Лончаково         | 1                             | ↗565      | 6,66         |
| 7        | Оренбургское              | село Оренбургское      | 2                             | ↗801      | 8,98         |
| 8        | село Покровка             | село Покровка          | 1                             | ↘166      | 5,60         |
| 9        | село Пушкино              | село Пушкино           | 1                             | ↘346      | 8,52         |

### Населённые пункты
В Бикинском районе 12 населённых пунктов.
| №  | Населённый пункт | Тип             | Население | Муниципальное образование           |
| -- | ---------------- | --------------- | --------- | ----------------------------------- |
| 1  | Бикин            | город           | ↘15 482   | городское поселение город Бикин     |
| 2  | Бойцово          | посёлок         | ↘25       | Бойцовское сельское поселение       |
| 3  | Васильевка       | село            | ↘29       | Оренбургское сельское поселение     |
| 4  | Добролюбово      | село            | ↘94       | сельское поселение село Добролюбово |
| 5  | Лермонтовка      | село            | ↘2964     | Лермонтовское сельское поселение    |
| 6  | Лесопильное      | село            | ↘529      | сельское поселение село Лесопильное |
| 7  | Лончаково        | село            | ↗565      | сельское поселение село Лончаково   |
| 8  | Оренбургское     | село            | ↗772      | Оренбургское сельское поселение     |
| 9  | Перелесок        | посёлок станции | ↘16       | Бойцовское сельское поселение       |
| 10 | Покровка         | село            | ↘166      | сельское поселение село Покровка    |
| 11 | Пушкино          | село            | ↘346      | сельское поселение село Пушкино     |
| 12 | Розенгартовка    | посёлок станции | ↘161      | Лермонтовское сельское поселение    |

## Местное самоуправление
Глава района — Швиткий Александр Михайлович, с 4 декабря 2011 года.

## Образование
Дошкольное образование
- МБДОУ детский сад № 1 — г. Бикин[37]
- МБДОУ детский сад № 4 — г. Бикин[37]
- МБДОУ детский сад № 5 — г. Бикин[37]
- МБДОУ детский сад № 6 — с. Покровка[37]
- МБДОУ детский сад № 7 — с. Лесопильное[37]
- МБДОУ детский сад № 8 — с. Оренбургское[37]
- МБДОУ детский сад № 9 — с. Лончаково[37]
- МБДОУ детский сад № 10 — с. Лермонтовка[37]
- МБДОУ детский сад № 17 — с. Лермонтовка[37]
- МБДОУ детский сад № 118 — г. Бикин[37]

Образовательное учреждение для детей дошкольного и младшего школьного возраста
- МБОУ начальная школа — детский сад сельского поселения «Село Пушкино» — с. Пушкино[37]

Общее и дополнительное образование
- МБОУ основная общеобразовательная школа № 3 — г. Бикин[37]
- МБОУ основная общеобразовательная школа № 4 — г. Бикин[37]
- МБОУ основная общеобразовательная школа № 5 — г. Бикин[37]
- МБОУ основная общеобразовательная школа № 6 — г. Бикин[37]
- МБОУ основная общеобразовательная школа № 23 — г. Бикин[37]
- МБОУ основная общеобразовательная школа № 53 — г. Бикин[37]
- МБОУ СОШ Лермонтовского сельского поселения — с. Лермонтовка[37]
- МБОУ СОШ Оренбургского сельского поселения — с. Оренбургское[37]
- МБОУ основная общеобразовательная школа сельского поселения «Село Лесопильное» — с. Лесопильное[37]
- МБОУ СОШ сельского поселения «Село Лончаково» — с. Лончаково[37]

## Экономика
Экономика района представлена различными сферами хозяйственной деятельности. Исторически сложились и развиваются сельскохозяйственное производство, железнодорожный транспорт, лесоперерабатывающая, пищевая и перерабатывающая отрасли, промышленность строительных материалов, легкая промышленность, торговля и общественное питание. Формируются финансовые институты, представленные филиалами банков и страховых компаний. Сохранена и развивается социальная сфера.
По результатам анализа в районе выявлены негативные тенденции и изменения в экономике района за период в сравнении с 1991г., выражающиеся в сокращении объемов производства промышленных предприятий, численности занятых на производстве, снижении налоговой базы и доходной обеспеченности местного бюджета.

## Транспорт
Через Бикинский район проходят федеральная трасса A370 «Уссури» Владивосток—Хабаровск и Транссибирская магистраль. В 36 километрах от Бикина в селе Покровка функционирует пропускной пункт через государственную границу «Покровка—Жаохе».
- В районе расположены железнодорожные станции Дальневосточной железной дороги :
  - Бикин
  - Звеньевой
  - Перелесок
  - Розенгартовка